# Rice (Texas)
Rice es una ciudad ubicada en el condado de Navarro en el estado estadounidense de Texas. En el Censo de 2010 tenía una población de 923 habitantes y una densidad poblacional de 129,5 personas por km².

## Geografía
Rice se encuentra ubicada en las coordenadas 32°14′18″N 96°29′48″O / 32.23833, -96.49667. Según la Oficina del Censo de los Estados Unidos, Rice tiene una superficie total de 7.13 km², de la cual 6.92 km² corresponden a tierra firme y (2.94%) 0.21 km² es agua.

## Demografía
Según el censo de 2010, había 923 personas residiendo en Rice. La densidad de población era de 129,5 hab./km². De los 923 habitantes, Rice estaba compuesto por el 69.45% blancos, el 5.09% eran afroamericanos, el 1.08% eran amerindios, el 0% eran asiáticos, el 0.11% eran isleños del Pacífico, el 20.91% eran de otras razas y el 3.36% pertenecían a dos o más razas. Del total de la población el 33.69% eran hispanos o latinos de cualquier raza.